# Botanicgebouw
Het Botanicgebouw (vroeger ook wel Kadastertoren genoemd) is een kantoorgebouw in de Sint-Lazaruslaan in Sint-Joost-ten-Node. Het gebouw maakt deel uit van de Noordruimte, het zakelijke district van de stad, en bevindt op een vijfhondertal meter van het station Brussel-Noord. Het gebouw bevindt zich op een steenworp van de Kruidtuin. (Frans: Botanique)
Het gebouw werd oorspronkelijk gebouwd begin jaren 60, onder leiding van architect Henri Montois. Het gebouw werd gedurende vele jaren ingenomen door verschillende overheidsadministraties, waaronder het 'Kadaster'.
In 2000 won het architectenbureau Atelier de Genval een architectuurwedstrijd met het oog op de renovatie van het gebouw. Het bureau sloot een samenwerking af met de architecten Accarain-Bouillot.
Het gebouw, dat 19 verdiepingen telt, gaat aan één zijde recht omhoog, terwijl het aan de andere zijde 'trapsgewijs' omhoog gaat, met een insprong om de vier verdiepingen.
De werken aan het gebouw begonnen eind 2001 en eindigden in het jaar 2003.
Anno 2016 wordt het gebouw bezet door verscheidene overheidsadministraties, kabinetten en privé-bedrijven.